# Prhinje (Trebinje, BiH)
Prhinje je naseljeno mjesto u gradu Trebinju, Republika Srpska, BiH.

## Stanovništvo

### 1991.
Nacionalni sastav stanovništva 1991. godine, bio je sljedeći:
ukupno: 35
- Hrvati - 35 (100,00 %)

### 2013.
Nacionalni sastav stanovništva 2013. godine, bio je sljedeći:
ukupno: 38
- Hrvati - 38 (100,00 %)

## Vanjske poveznice
- Satelitska snimka  Arhivirana inačica izvorne stranice od 30. rujna 2007. (Wayback Machine)